# 三宝寺 (北京)
三宝寺，又称新寺，是位于中国北京市朝阳区朝外三条路东的一座藏传佛教格鲁派寺院。现已无存。

## 历史
释妙舟《蒙藏佛教史》载，“新寺。即三宝寺，在朝阳门外喇嘛寺胡同路东，殿凡三进。首进天王殿。二进三宝殿，中供三大士像，其旁供二长寿佛；两旁供八大菩萨，左右各四，前有金刚佛各一。东西配殿各三楹，东配殿供药师佛，西配殿供长寿佛。后进中供威德金刚，东旁供地狱主，西旁供长寿佛。长寿佛之东供五方佛，之西供宗喀巴祖师及其大弟子甲萨、二弟子开主。全寺创建，莫知所始。乾隆二年初修，民国八年重修，二十二年补修。额定喇嘛十八名，常驻寺内。”
清末民初，朝外四条原为两条胡同，东西向者称为“细米胡同”，南北向者称为“黄庙胡同”（因胡同内原有黄庙而得名），1966年，两条胡同合并为朝外四条。朝外三条在朝外四条的西侧，为南北向。
根据资料，黄庙位于朝外四条5号。该寺建于清朝，坐北朝南，共有三进院落。前院有山门三间，东西配房各两间，正殿三间，二进院有大殿三间，均为大式硬山筒瓦；三进院原来有楼房五间，后来改成新式平房，被南中街二小分校使用。1995年，包括该寺在内的朝外四条被全部拆除，原址现为泛利大厦。 
根据寺院的位置及规模，黄庙似即三宝寺。